# Hibiscus peruvianus
Hibiscus peruvianus är en malvaväxtart som beskrevs av R. E. Fries. Hibiscus peruvianus ingår i Hibiskussläktet som ingår i familjen malvaväxter. Inga underarter finns listade i Catalogue of Life.